# Moon Beams
Moon Beams è un album in studio del musicista statunitense Bill Evans, pubblicato nel 1962 a nome The Bill Evans Trio.

## Tracce
1. Re: Person I Knew (Bill Evans) – 5:44
2. Polka Dots and Moonbeams (Johnny Burke, Jimmy Van Heusen) – 5:01
3. I Fall in Love Too Easily (Sammy Cahn, Jule Styne) – 2:42
4. Stairway to the Stars (Matty Malneck, Frank Signorelli, Mitchell Parish) – 4:53
5. If You Could See Me Now (Tadd Dameron, Carl Sigman) – 4:29
6. It Might as Well Be Spring (Richard Rodgers, Oscar Hammerstein II) – 6:05
7. In Love in Vain (Leo Robin, Jerome Kern) – 5:00
8. Very Early (Bill Evans) – 5:06

## Formazione
- Bill Evans - piano
- Chuck Israels - basso
- Paul Motian - batteria